# 派恩赫斯特 (加利福尼亞州)
派恩赫斯特（英語：Pinehurst）是位於美國加利福尼亞州弗雷斯諾縣的一個非建制地區。該地的面積和人口皆未知。

## 地理
派恩赫斯特的座標為36°41′43″N 119°00′59″W / 36.69528°N 119.01639°W，而該地的平均海拔高度為1220米（即4003英尺）。